# Tectaria manilensis
Tectaria manilensis är en ormbunkeart som först beskrevs av Karel Presl, och fick sitt nu gällande namn av Holtt. Tectaria manilensis ingår i släktet Tectaria och familjen Tectariaceae. Utöver nominatformen finns också underarten T. m. chupengensis.